# Carlo Alberto Castigliano

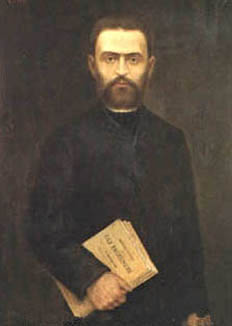
Carlo Alberto Castigliano

Carlo Alberto Castigliano (ur. 9 listopada 1847, zm. 25 października 1884) – włoski inżynier znany głównie z twierdzenia Castigliano określającego przemieszczenia przy odkształceniach liniowych w oparciu o pochodne cząstkowe energii sprężystej.
Alberto Castigliano urodził się w Piemoncie w północno-zachodnich Włoszech. W 1866 rozpoczyna studia w Instytucie Technicznym w Terni. Po 4 latach zaczyna studia na Politechnice w Turynie. Po 3 latach studiów w Turynie w 1873 pisze pracę dyplomową zatytułowaną Intorno ai sistemi elastici, w której podaje swoje słynne twierdzenie:
"... pochodna cząstkowa energii sprężystej, jako funkcja sił obciążających działających na materiał odkształcany liniowo, względem danej siły jest równa rzutowi przemieszczenia punktu zaczepienia siły na kierunek działania tej siły."
Po skończeniu Politechniki w Turynie Castigliano pracował przy budowie Północnych Linii Kolejowych we Włoszech. Kierował biurem odpowiedzialnym za całokształt prac przy budowie i konserwacji linii kolejowej.